# Монморанси, Анн-Жозеф-Тибо де
Анн-Жозеф-Тибо де Монморанси (фр. Anne-Joseph-Thibaut de Montmorency; 15 марта 1773 — 21 октября 1818), граф де Монморанси — французский генерал.

## Биография
Третий сын Анн-Леона II де Монморанси-Фоссё и Шарлотты Анны Франсуазы де Монморанси-Люксембург.
Вместе с семьей эмигрировал в 1790 году. Служил в армии принцев, затем в полку белых кокард, финансировавшемся Англией. В 1795 вместе с другими офицерами-роялистами сопровождал графа де Дама и герцога де Шуазёль-Стенвиля, отправленных Шарлем д'Артуа из Гамбурга с поручением к графу де Пюизе. Судно потерпело крушение у берегов Кале, члены миссии были арестованы, долго находились в плену, затем были депортированы на границу Голландии.
В период Консульства вернулся во Францию, и жил как частное лицо.
В 1814 активно поддержал Реставрацию, сблизившись с главными роялистами столицы, и стал лагерным адъютантом герцога Орлеанского. В награду за оказанные услуги Людовик XVIII в том же году произвел графа де Монморанси в лагерные маршалы, назначил полковником 12-го легиона парижской национальной гвардии и пожаловал в кавалеры орденов Почетного легиона и Святого Людовика. Тогда же Монморанси стал директором королевской зеркальной мануфактуры.
Погиб 21 октября 1818 у Монжерона, на полном ходу выпрыгнув из кареты, когда лошади понесли.

## Семья
Жена (1809): Эуфемия Теодора Валентина де Арши (1787—1858). В браке детей не было. Овдовев, в 1821 вышла за племянника первого мужа барона Анна-Луи-Рауля-Виктора де Монморанси. Во втором браке детей также не было.